# Palaeagapetus finisorientis
Palaeagapetus finisorientis är en nattsländeart som beskrevs av Lazar Botosaneanu och Levanidova 1987. Palaeagapetus finisorientis ingår i släktet Palaeagapetus och familjen smånattsländor. Inga underarter finns listade i Catalogue of Life.